# Buthus karoraensis
Espèce
Buthus karoraensis est une espèce de scorpions de la famille des Buthidae.

## Distribution
Cette espèce est endémique d'Érythrée. Elle se rencontre vers Karora.

## Description
Le mâle holotype mesure 50,94 mm et la femelle paratype 57,28 mm.

## Étymologie
Son nom d'espèce, composé de karora et du suffixe latin -ensis, « qui vit dans, qui habite », lui a été donné en référence au lieu de sa découverte, Karora.

## Publication originale
- Rossi & Tropea, 2016 : « On the presence of the genus Buthus Leach, 1815 in Sudan with the description of a new species from the enclave of Karora (Scorpiones: Buthidae). » Onychium, vol. 12, p. 3-10 (texte intégral).